# Демпелев, Пётр Сергеевич
Пётр Серге́евич Де́мпелев (13 января 1905, Русский Уртем, Царевококшайский уезд, Казанская губерния, Российская империя ― 10 января 1976, Минск, Белорусская ССР, СССР) ― советский военный деятель. В годы Великой Отечественной войны ― старший инструктор оргпартработы политотдела 82 отдельного Рестикентского пограничного отряда пограничных войск НКВД Мурманского пограничного округа. Участник Советско-финляндской и Великой Отечественной войн. Полковник (1952). Член ВКП(б) с 1930 года.

## Биография
Родился 13 января 1905 года в  дер. Русский Уртём ныне Моркинского района Марий Эл в крестьянской семье. Работал в своём хозяйстве, батрачил, в 1925 году был чернорабочим на Уфалейском металлургическом заводе в Челябинской области.
В сентябре 1927 года призван в РККА. В 1930 году вступил в ВКП(б). В 1931 году окончил Ленинградское военное училище имени В. В. Куйбышева. В 1933―1953 годах служил в войсках ОГПУ / НКВД / МГБ, с 1938 года ― политработник в погранчастях. Участвовал в Советско-финляндской войне. Участник Великой Отечественной войны: старший инструктор оргпартработы политотдела 82 отдельного Рестикентского пограничного отряда пограничных войск НКВД Мурманского пограничного округа, воевал в Заполярье, на Карельском фронте. В одном из боёв руководил группой полярников, которая  проникла в тыл врага и без единой потери, уничтожив крупную вражескую базу с продовольствием и боеприпасами, сорвала штурм Мурманска. Войну закончил в звании подполковника. Награждён орденами Красного Знамени (трижды) и Красной Звезды, медалями.
В 1946 году был секретарём парткомиссии в школе усовершенствования офицерского состава войск МВД в Сортавале, с 1949 года ― в других частях МВД-МГБ. В 1952 году присвоено звание полковника. Завершил военную службу в июне 1954 года.
Ушёл из жизни 10 января 1976 года в Минске.

## Награды
- Орден Красного Знамени (26.04.1940; 16.01.1942, был представлен к ордену Ленина; 01.06.1951)[2][5]
- Орден Красной Звезды (1947)[2][5]
- Медаль «За боевые заслуги» (12.05.1945)[5][6]
- Медаль «За оборону Советского Заполярья» (05.12.1944)[5]
- Медаль «За победу над Германией в Великой Отечественной войне 1941—1945 гг.» (09.05.1945)[5]
- Медаль «За воинскую доблесть. В ознаменование 100-летия со дня рождения Владимира Ильича Ленина»